# 时铭显
时铭显（1933年4月26日—2009年9月24日），中国化学工程与装备专家。江苏常熟人。1949年考入国立南京大学工学院化工系，1952年毕业。1956年毕业于北京石油学院（现中国石油大学（北京））获硕士学位并留校任教。1995年当选中国工程院院士。